# Erysiphe euonymi
Erysiphe euonymi är en svampart som beskrevs av DC. 1815. Erysiphe euonymi ingår i släktet Erysiphe och familjen Erysiphaceae.   Inga underarter finns listade i Catalogue of Life.
I den svenska databasen Dyntaxa används istället namnet Microsphaera euonymi för samma taxon.  Arten är reproducerande i Sverige.